# Гагаріно (Підосиновський район)
Гага́ріно (рос. Гагарино) — присілок у складі Підосиновського району Кіровської області, Росія. Входить до складу Утмановського сільського поселення.
Населення становить 10 осіб (2010, 6 у 2002).
Національний склад станом на 2002 рік — росіяни 100 %.